# Hidaka-Gebirge
Das Hidaka-Gebirge (jap. 日高山脈, Hidaka-sanmyaku) ist ein Gebirgszug im südwestlichen Hokkaidō in Japan. Es erstreckt sich 150 km vom Karikachi-Pass in Zentral-Hokkaidō südwärts, bis es am Kap Erimo ins Meer übergeht. Das Gebirge bildet die Grenze zwischen den Unterpräfekturen Hidaka und Tokachi.
Es handelt sich um ein Faltengebirge mit 1500 bis 2000 m Höhe. Über 20 Kare befinden sich in diesem Gebirge. Der höchste Gipfel ist der Poroshiri mit 2053 m.
Das Gebirge trennt die Unterpräfekturen Hidaka und Tokachi. Über den größten Teil des Gebirges erstreckt sich der Hidaka-Sanmyaku-Erimo-Quasi-Nationalpark (日高山脈襟裳国定公園, Hidaka-sanmyaku Erimo kokudeikōen). Da das Gebirge so weit im Norden liegt, beginnt die alpine Klimazone schon in geringer Höhe. Der Berg Apoi ist für seine endemischen alpinen Pflanzenarten unter Botanikern bekannt.
Das Hidaka-Gebirge ist eines der letzten Rückzugsgebiete des Hokkaidō-Bären und des Sikahirsches in Japan.

## Wichtige Berge
- Apoi
- Beppirigai
- Chiroro
- Fushimi
- Harubetsu
- Kamui
- Kitatottabetsu
- Koikakushusatsunai
- Memuro
- Nukabira
- Odasshyu
- Oshiki
- Pekerebetsu
- Penkenuushi
- Petegari
- Pipairo
- Piratokomi
- Pirikanupuri
- Pisenai
- Ponyaoromappu
- Poroshiri
- Rakko
- Rubetsune
- Sahoro
- Shibichari
- Tokachi
- Tokachiporoshiri
- Tomuraushi
- Tottabetsu
- Tsurugi
- Yoko